# Tumult w Amboise

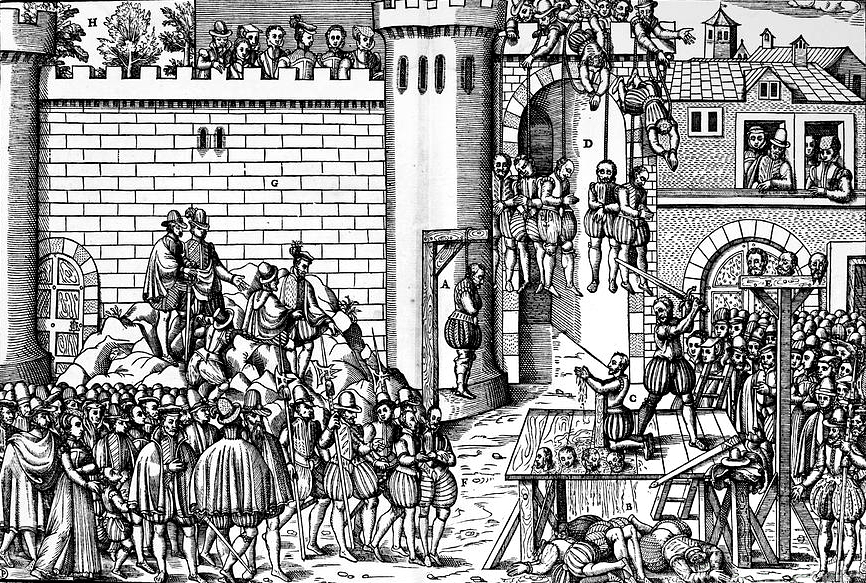
Egzekucja spiskowców na zamku w Amboise

Tumult w Amboise (fr. tumulte d'Amboise lub conjuration d'Amboise) – nieudana próba zamachu stanu we Francji w marcu 1560 zorganizowana przez Ludwika de Condé. 
Po śmierci króla Henryka II w 1559 francuscy protestanci mieli nadzieję na zakończenie prześladowań. Nieletni król Franciszek II przekazał rządy Gwizjuszom - zwolennikom zwalczania protestantyzmu. Gwizjusze byli gwarantami utrzymania katolicyzmu jako religii panującej we Francji. Diuk Franciszek de Guise oraz jego brat, Charles de Guise, kardynał Lotaryngii, byli wujami ze strony matki młodej królowej Marii Stuart i kierowali polityką dworu królewskiego. 
Protestanci mieli nadzieję pozbyć się Gwizjuszy. Liczyli na dwóch książąt krwi, przekonanych do idei reformacji: Antoniego de Bourbon i jego młodszego brata, księcia Kondeusza. Pochodzenie pozwalało książętom myśleć o przejęciu władzy w królestwie, jednak wstrzymywali się z wywołaniem otwartego konfliktu z dworem królewskim, na którym mieli liczne interesy. Niezadowolona z postawy arystokratów protestancka szlachta prowincjonalna postanowiła zawiązać spisek przeciwko Gwizjuszom.
Celem spisku było uzyskanie wpływu na decyzje 16-letniego, chorego na gruźlicę, króla Franciszka II i wyeliminowanie Gwizjuszy. Wykorzystano niezadowolenie rozpuszczonych żołnierzy, przeważnie szlachty protestanckiej, choć w spisku brali udział także katolicy. Gdy dwór królewski dowiedział się o spisku, zmienił miejsce pobytu z Blois na zamek w Amboise, który był łatwiejszy do obrony. 17 marca 1560 roku z inspiracji Franciszka de Guise aresztowano spiskowców przybywających grupkami do Amboise pod dowództwem Jana de Barry, pana de La Renaudie, hugenoty. Gwizjusz wymógł na królu nominację na generalnego namiestnika królestwa na czas zamieszek i zadecydował o egzekucji wszystkich jeńców. Spiskowcy zostali powieszeni na oczach króla i jego braci na wielkim balkonie zamku lub jego blankach, wrzuceni do Loary w workach, zdekapitowani lub poćwiartowani. Kondeusz wyparł się związków ze spiskowcami. Tumult w Amboise zapowiadał wojny religijne we Francji.